# Katie Douglas
Kathryn Elizabeth Douglas (* 7. Mai 1979 in Indianapolis, Indiana, Vereinigte Staaten) ist eine professionelle Basketball-Spielerin. Zuletzt spielte sie in der Saison 2014 für die Connecticut Sun in der Women’s National Basketball Association sowie in Europa in der Saison 2012/13 für die polnische Mannschaft von Wisła Can-Pack Krakau.

## Karriere

### College
Katie Douglas spielte bis 2001 für das Damen-Basketballteam der Boilermakers von der Purdue University, mit dem sie 1999 die NCAA Division I Basketball Championship gewann. 2000 und 2001 wurde sie zum All-American ernannt und 1999 sowie 2001 ins NCAA Women’s Final Four All-Tournament Team gewählt. Des Weiteren gewann sie 2001 den Big Ten Conference Suzy Favor Award.

### WNBA (2001 bis 2014)
Douglas wurde im WNBA Draft 2001 von den Orlando Miracle an der zehnten Stelle ausgewählt. In der Saison 2001 spielte sie in 22 Saisonspielen für die Miracle, stand jedoch dabei nie in der Startformation. Der Sprung in die Startformation der Miracle gelang ihr in der Saison 2002, wo sie in 30 von 32 Spielen von Beginn an spielte. In dieser Saison spielte sie durchschnittlich 25,9 Minuten pro Spiel, in dieser Zeit erzielte sie durchschnittlich 8,5 Punkte.
Nach der Saison 2002 wurden die Miracle nach Connecticut umgesiedelt. Somit spielte sie ab der Saison 2003 für die Connecticut Sun, wo sie ebenfalls bis auf ein einziges Spiel immer in der Startformation stand. Douglas steigerte sich von Saison zu Saison und gehörte langsam zu den besten Spielerinnen der Liga. In der Saison 2004 und 2005 schaffte sie es mit den Sun sogar bis in die WNBA-Finals, wo sie aber zunächst an den Seattle Storm und dann an den Sacramento Monarchs scheiterte. Douglas konnte in der Saison 2005 vor allem durch ihre starkes defensives Spiel überzeugen, dadurch wurde sie auch am Ende dieser Saison in das WNBA All-Defensive First Team gewählt. In der Saison 2006 stellte sie mit 16,4 Punkten pro Spiel einen neuen persönlichen Rekord auf. Des Weiteren wurde sie beim WNBA All-Star Game zum MVP des Spiels gewählt. Außerdem landete sie bei der Wahl zum WNBA Most Valuable Player auf den dritten Platz. In der Saison 2007 konnte sie ihren Punkteschnitt auf 17 Punkte pro Spiel verbessern. Da sie auch in dieser Saison wieder durch ihr starkes defensives Spiel auffiel wurde sie zum zweiten Mal in ihrer Karriere ins WNBA All-Defensive First Team gewählt.
Am 19. Februar 2008 wurde Douglas zu den Indiana Fever für Tamika Whitmore und einem Erstrunden-Pick im WNBA Draft 2008 transferiert. 2009 erreichte sie mit den Fever die WNBA-Finals, wo sie an den Phoenix Mercury scheiterte. Auch in Indianapolis zählte sie zu den tragenden Spielerinnen des Teams. Sie stand bei allen ihren Einsätzen für das Team in der Startformation und trug ihren Teil zum Gewinn der WNBA-Meisterschaft im Jahr 2012 bei. In der Saison 2013 konnte sie verletzungsbedingt nur vier Spiele für das Team bestreiten.
Zum Abschluss ihrer Karriere spielte Katie Douglas in der Saison 2014 nochmals eine Saison für das Team der Connecticut Sun, die ohne Playoff-Teilnahme endete.
Bis zu diesem Zeitpunkt bestritt sie in 14 WNBA-Saisons in der regulären Saison 412 Spiele, dabei stand sie 387 Mal in der Startformation und erzielte 5563 Punkte, 1569 Rebounds und 1075 Assists. In 27 Playoff-Partien (davon 27 in der Startformation) erzielte sie 307 Punkte, 110 Rebounds und 75 Assists.

### Europa (2002 bis 2013)
Während der Saisonpause in der WNBA spielte Douglas wie viele WNBA-Spielerinnen regelmäßig für Vereine in Europa. Dabei war sie in elf Saisons für neun Vereine in sechs europäischen Ländern tätig.